# Frank Soskice
Frank Soskice, baron Stow Hill, (23 juillet 1902 - 1er janvier 1979) est un avocat britannique et un homme politique du parti travailliste.

## Jeunesse et formation
Le père de Soskice, David Soskice est issu d'une famille de marchands juifs russes. David Soskice s'implique dans la révolution russe en tant que membre du Parti révolutionnaire socialiste et est le secrétaire personnel d'Alexandre Kerenski. Il a brièvement édité le journal de la Société des amis de la liberté russe Free Russia, remplaçant brièvement Feliks Volkhovsky (la publication bénéficiait du soutien financier de Jacob Schiff et d'autres éléments anti-tsaristes). Pris dans le palais d'hiver pendant la révolution d'Octobre, Soskice s'enfuit en Grande-Bretagne alors que les Kerensykites sont évincés et que les bolcheviks arrivent au pouvoir. Il devient citoyen britannique en 1924. Il épouse la mère de Frank Soskice, Juliet Catherine Emma Hueffer, fille de Catherine Madox Brown et Francis Hueffer, et donc petite-fille de l'artiste Ford Madox Brown, nièce de Lucy Madox Brown (demi-sœur aînée de sa mère) et de son mari Dante Gabriel Rossetti, sœur de Ford Madox Ford et Oliver Madox Hueffer et cousine d'Olivia Rossetti Agresti.
Soskice fait ses études à la Froebel Demonstration School, à la St Paul's School, à Londres, et au Balliol College, à Oxford. Il étudie le droit et est admis au barreau à Inner Temple en 1926. Il sert dans l'armée britannique avec l' Oxfordshire et le Buckinghamshire Light Infantry pendant la Seconde Guerre mondiale.
Son fils David Soskice est économiste.

## Carrière politique
Après la guerre, il est élu député travailliste pour Birkenhead Est aux élections générales de 1945 et est devient le solliciteur général, recevant la chevalerie coutumière, dans le gouvernement de Clement Attlee, restant à ce poste tout au long du gouvernement Attlee. Il est également brièvement délégué du Royaume-Uni à l'Assemblée générale des Nations unies. En tant que solliciteur général, Soskice est considéré comme un défenseur important du gouvernement à la Chambre des communes. Sa circonscription est supprimée lors des élections de 1950, et il se présente à Bebington sans succès, mais il est rapidement réélu à la Chambre des communes lors d'une élection partielle dans la circonscription de Sheffield Neepsend, où le député en exercice Harry Morris s'est retiré pour faire place à Soskice. En avril 1951, il est devenu procureur général.
En 1952, Soskice rejoint le cabinet fantôme et son influence augmente en 1955 avec l'élection de son proche allié Hugh Gaitskell à la tête du parti, bien qu'il ait également poursuivi sa pratique juridique. Sa circonscription de Sheffield Neepsend est abolie pour les élections générales de 1955, mais en 1956, il remporte une élection partielle pour Newport dans le Monmouthshire et occupe le siège jusqu'à sa retraite.
Lorsque le parti travailliste revient au gouvernement en 1964 sous Harold Wilson, Soskice est ministre de l'Intérieur. Dans ce poste, il n'a pas impressionné Wilson - il est en mauvaise santé, et il bâcle la réponse à un différend de modification des limites électorales dans le Northamptonshire et accepte des amendements affaiblissants le Race Relations Act de 1965.
En décembre 1965, Soskice est relevé de ses responsabilités au ministère de l'Intérieur et devient Lord du sceau privé. Il a cependant assuré le soutien du gouvernement au projet de loi sur les députés de Sydney Silverman, adopté le 28 octobre 1965, qui suspend la peine de mort au Royaume-Uni pendant cinq ans (sauf pour trahison). Cette réforme est parfois incluse à tort avec les réformes Jenkins qui ont suivi. En fait, lorsque la peine de mort pour meurtre est finalement abolie en 1969  James Callaghan est ministre de l'Intérieur.
En 1966, Soskice prend sa retraite et est créé un pair à vie en tant que baron Stow Hill, de Newport dans le comté de Monmouth le 7 juin 1966. Stow Hill est une colline escarpée de Newport, qui va du centre-ville à la cathédrale Saint-Woolos.